# Takahama (Fukui)
Takahama (jap. 高浜町, -chō; wörtl.: „hohe Meeresküste / hohe Küste“) ist eine Kleinstadt im Landkreis Ōi in der Präfektur Fukui in Japan.

## Wirtschaft

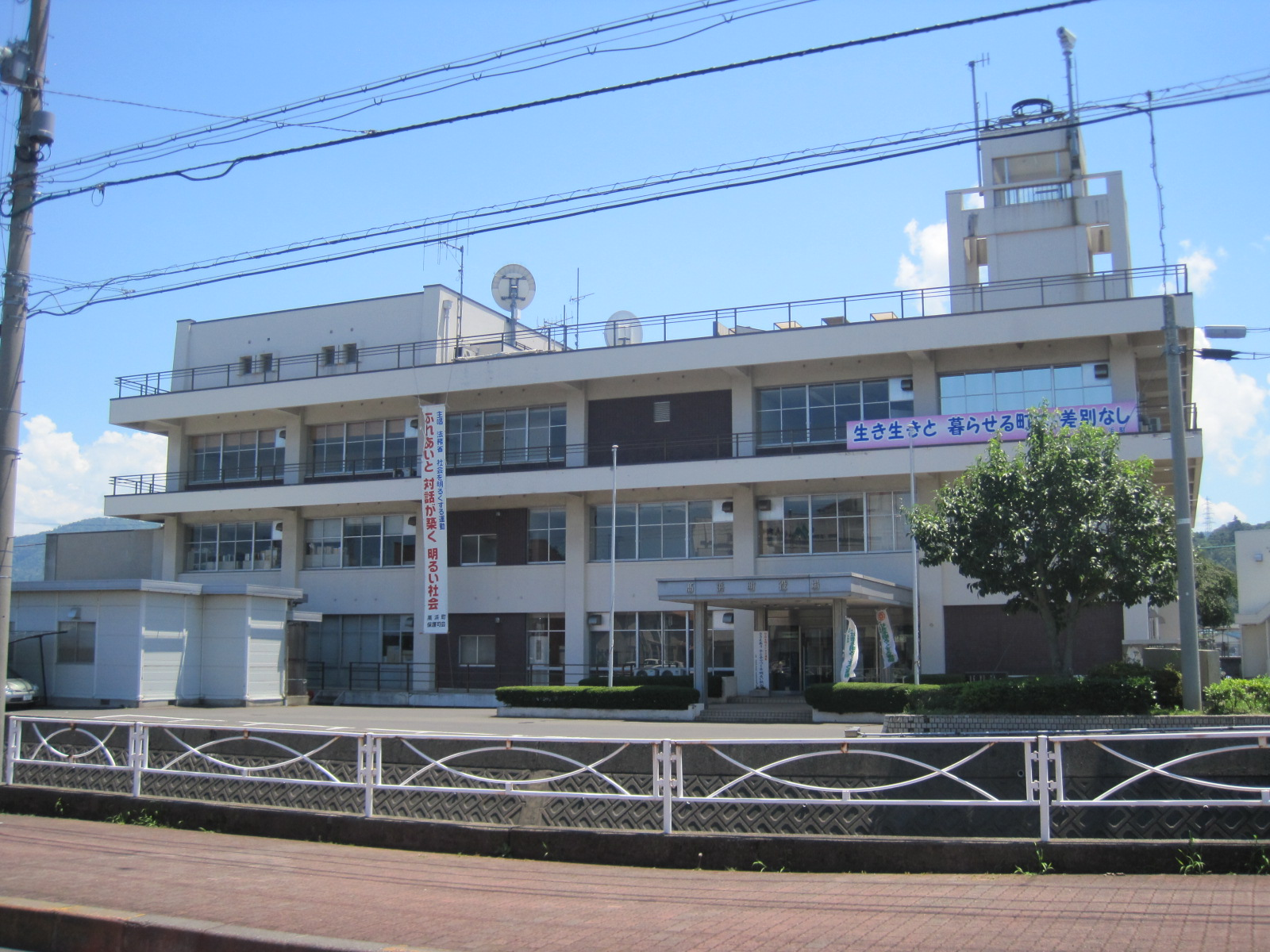
Rathaus

Zuletzt war Takahama am 15. Januar 2007 aufgrund eines Zwischenfalls im Kernkraftwerk Takahama in den internationalen Schlagzeilen. In Takahama stehen vier Druckwasserreaktoren mit einer Gesamtleistung von 3220 MW.

## Verkehr
Takahama liegt an der Obama-Linie (JR West).

## Persönlichkeiten
- Shaku Sōen (1860–1919), Priester